# Joacaz de Judá
Joacaz ou Jeoacaz; (em hebraico:  יְהוֹאָחָז; em grego:  Ιωαχαζ Iōakhaz; em latim: Joachaz) foi o 17º rei de Judá. 
Nasceu em 633 a.C., filho de Josias e de Hamutal, filha de Jeremias de Libna. Seu nome era Salum, e foi trocado para Joacaz para dar sorte. Foi ungido pelo povo para suceder seu pai Josias no trono, embora fosse dois anos mais jovem que seu irmão Eliaquim. Foi o primeiro rei de Judá a morrer no exílio.
Por seu pai ter executado uma política de animosidade ao Egito, que era a potência dominante na região, Jeoacaz foi deposto e exilado pelo faraó Necao II, que o substituiu por seu irmão, Eliaquim, também conhecido como Joaquim.
William F. Albright data seu reinado em 609 a.C., data com a qual E. R. Thiele concorda.